# Scouting Willem de Zwijger
Scouting Willem de Zwijger is een scoutingorganisatie die gevestigd is in Delft en heeft (2020) 98 leden. De organisatie is lid van Scouting Nederland en is zowel een jongens- als een meidenvereniging. In 1945 is Scouting Willem de Zwijger opgericht.

## Geschiedenis en oprichting van de groep
Voor de Tweede Wereldoorlog waren er in Delft drie scoutinggroepen: De Pieter Marisgroep, De Zwaluwengroep en de Pieter Retiefgroep. Deze groepen fuseerden vlak voor de oorlog tot de Willem de Zwijgergroep. In 1941 werd scouting verboden door de Duitse bezetter, dus moesten de activiteiten van de groep stoppen. Toch is de groep tijdens de oorlog in het geheim en zonder uniform bijeengekomen. Na de oorlog werd de groep op 13 oktober 1945 heropgericht. De groep startte toen als een luchtgroep met alleen leden van stamleeftijd(17+) welke hun hulp verleende op Avio Diepen. Langzaam veranderde de groep echter in een padvindersvereniging voor jongens van 8 tot 18, dus een landgroep. Tot 1974 was De Willem de Zwijgergroep een landgroep, maar door het ontstaan van het Delfste Hout werd het idee om de groep een zeeverkennersgroep te maken geboren. Speltak voor speltak werd een waterspeltak en de naam werd veranderd in: Scouting Willem de Zwijger. In 2005 werden de welpen(jongens 7-12 jaar) en kabouters(meisjes 7-12 jaar) vervangen door de nieuwe gemengde dolfijnen en was de hele groep een zeeverkennersvereniging.

### Clubhuizen
Scouting Willem de Zwijger heeft veel verschillende onderkomens gehad. Het eerste onderkomen van de groep was een pand aan de Molslaan. Later is de groep verhuisd naar het gebouw de "dienende liefde" aan het Oosteinde. Hierna verhuisde de groep naar een pand aan de Oude Delft welke "De Dillenburg" werd genoemd naar Slot Dillenburg. In 1963 kocht de groep een stukje polderland in het huidige Delftse Hout wat toen nog één groot weiland was. Het Clubhuis was volledig van hout en kreeg opnieuw de naam: De Dillenburg.
Op 1 juni 1978 sloeg het noodlot toe. De Delftse pyromaan liet het clubhuis in vlammen opgaan. Wat resulteerde in een scoutinggroep die voor 2 jaar lang geen clubhuis had en opkomsten in diverse zaaltjes werden gehouden. Gelukkig konden de oudere leeftijdsgroepen onderdak krijgen in het Kruithuis aan de Schieweg. Het duurde twee jaar om het geld voor een nieuw clubhuis bij elkaar te krijgen, maar op 25 april 1981 was het af en werd het volledig nieuw gebouwde clubhuis "De Nieuwe Dillenburg" in gebruik genomen nog steeds op dezelfde plek in het Delftse Hout. De Nieuwe Dillenburg werd met een optocht met onder andere Prins Willem Alexander feestelijk geopend.

## Huidig spel

### Bevers
De Bevers zijn een speltak van 5-7 jaar die in Nederland ondersteund worden sinds 1985 en welke elke zaterdagochtend in het beverspel van scouting Nederland spelen.

### Dolfijnen
De Dolfijnenspeltak wordt sinds 2009 niet meer door Scouting Nederland ondersteund, omdat die het waterprogramma in het jungleverhaal van de welpen heeft gestopt, maar Scouting Willem de Zwijger blijft bij het dolfijenverhaal. De dolfijnen hebben op zaterdagen opkomsten op de Dillenburg waarvandaan in het zomerseizoen wordt gekanood in het Delftse Hout.

### Waterscouts en Explorers
Scouting Willem de Zwijger vaart net als vele andere watergroepen in Nederland in Lelievletten. Deze worden door de waterscouts en de explorers elke zaterdag in het winterseizoen op de Dillenburg onderhouden en er wordt in het zomerseizoen in gezeild op de Foppeplas. In het zomerseizoen wordt er verzameld op het kruithuis om vanuit daar naar de boten te fietsen.

### Stam
De stam komt op vrijdagavonden bij elkaar in het kruithuis. Vele van de stamleden zijn tevens leiding voor de jongere speltakken.